# Öregkori gyengeség
Öregkori gyengeségnek, erőtlenségnek azt nevezzük, ha valaki a saját életkorához képest túl fáradékony, az átlagosnál jóval több pihenésre van szüksége, ha a kortársainál gyorsabban merülnek le az energiatartalékai.
A fizikai leépülés az évek előrehaladtával folyamatosan erősödik. Csökken az izmok ereje, a kitartás, a munkabírás. Egyre kevesebbet bírunk, a korábbinál jóval kisebb terheléstől is kifulladunk. Mind több egészségügyi problémával is szembe kell néznünk eközben.

## Az öregkori gyengeség tünetei

### Testi tünetek
- az izmok leépülése, az izomtömeg és az izomerő együttes csökkenése (szarkopénia)
- kimerültség, erőtlenség, fizikai passzivitás
- rendszeres alvászavar (kóros álmatlanság vagy aluszékonyság)
- erőteljes fogyás vagy hízás

### Lelki tünetei
- búskomorság, szorongás
- étvágytalanság vagy állandó, csillapíthatatlan éhségérzet
- motiválatlanság
- feleslegesség-érzés

## Az erőtlenség okai

### Testi okok
- a harántcsíkolt izomsejtek leépülése
- az idegrendszer gyengülése, az idegsejtek csökkenése, ill. ezek következtében a mozgáskoordináció elbizonytalanodása
- a szervezet elöregedéséből következő betegségek (pl. ízületi gyulladások; vese-, tüdő- szív- és érrendszeri problémák stb.) tovább gyengítik az idősek fizikumát

### Lelki okok
- a fizikai leépülés tünetei
- az életmódváltozások (megszűnő munkaviszony, a környezet drasztikus átalakulása)
- a kialakuló feleslegesség-érzés és a szorongások depressziót okozhatnak, ami felerősíti a kezdeti negatív érzéseket
- az állandó tépelődés következményeként megjelenő kialvatlanság

## Az öregkori gyengeség következményei
A fentiekből is látható, hogy gyakran öngerjesztő folyamat indul be öregkorban, ezért nehéz elkülöníteni az okokat és okozatokat. A szervezet elöregedéséből következő gyengeség elkedvetlenít, a kedveszegett ember depresszióra hajlamos, a depressziós egyén viszont passzivitásba merül, ami fokozza az izomzat sorvadásának ütemét.
A nyugdíjas életforma, a munkába járás megszűnése ugyanezeket a folyamatokat gyorsítja föl.
Az egymásra ható negatív tényezők ugrásszerű és nemegyszer visszafordíthatatlan állapotromlást idézhetnek elő.
Éppen ezért fontos az öregkori gyengeség mielőbbi (testi és lelki) kezelése.

## Az öregkori gyengeség kezelése
1. az étrend tudatos átalakítása (az életkornak megfelelő egészséges táplálkozás biztosítása: minél több értékes fehérjeforrás, vitaminok stb.)
2. lehetőleg cukormentes diéta, de legalább a finomított cukor fogyasztásának jelentős csökkentése (a magas vércukorszint gyorsítja a mozgást irányító idegsejtek pusztulását)
3. halételek és hidegen sajtolt (minőségi) olajok rendszeres fogyasztása
4. kalciumtartalmú étrend-kiegészítők
5. hormonpótló terápia (kizárólag szakorvossal egyeztetve!), a nemi hormonok csökkenése ugyanis gyengíti az izomzatot, ezáltal rontja a fizikai erőnlétet
6. természetes „napfényterápia” (kivéve a nyári kánikula idején, ill. sosem a tűző napon, hanem a kellemesen melengető szórt fényben)
7. rendszeres – és változatos – testmozgás, pl. kirándulás nyugdíjas társasággal
8. önkéntes társadalmi munkák vállalása és elvégzése
9. bármilyen egyéb tevékenység, amely egyszerre biztosítja a fizikai erőnlét és a közösségi élmények megőrzését